# Liste des épisodes de Mike and Molly

Cet article présente la liste des épisodes de la série télévisée américaine Mike and Molly.

## Panorama des saisons
| Saison | Saison | Épisodes | Diffusion original | Diffusion original |
| Saison | Saison | Épisodes | Début de saison    | Fin de saison      |
| ------ | ------ | -------- | ------------------ | ------------------ |
|        | 1      | 24       | 20 septembre 2010  | 16 mai 2011        |
|        | 2      | 23       | 26 septembre 2011  | 14 mai 2012        |
|        | 3      | 23       | 24 septembre 2012  | 30 mai 2013        |
|        | 4      | 22       | 4 novembre 2013    | 19 mai 2014        |
|        | 5      | 24       | 8 décembre 2014    | 18 mai 2015        |
|        | 6      | 13       | 6 janvier 2016     | 16 mai 2016        |

## Épisodes

### Première saison (2010-2011)
1. titre français inconnu (Pilot)
2. titre français inconnu (First Date)
3. titre français inconnu (First Kiss)
4. titre français inconnu (Mike's Not Ready)
5. titre français inconnu (Carl Is Jealous)
6. titre français inconnu (Mike's Apartment)
7. titre français inconnu (After the Lovin')
8. titre français inconnu (Mike Snores)
9. titre français inconnu (Mike's New Boots)
10. titre français inconnu (Molly Gets a Hat)
11. titre français inconnu (Carl Gets a Girl)
12. titre français inconnu (First Christmas)
13. titre français inconnu (Mike Goes to the Opera)
14. titre français inconnu (Molly Makes Soup)
15. titre français inconnu (Jim Won't Eat)
16. titre français inconnu (First Valentine's Day)
17. titre français inconnu (Joyce & Vince And Peaches & Herb)
18. titre français inconnu (Mike's Feet)
19. titre français inconnu (Peggy Shaves Her Legs)
20. titre français inconnu (Opening Day)
21. titre français inconnu (Samuel Gets Fired)
22. titre français inconnu (Cigar Talk)
23. titre français inconnu (Victoria's Birthday)
24. titre français inconnu (Peggy's New Beau)

### Deuxième saison (2011-2012)
Le 18 mai 2011, la série a été renouvelée pour une deuxième saison, diffusée depuis le 26 septembre 2011 sur CBS aux États-Unis et sur CTV au Canada.
1. titre français inconnu (Goin' Fishin')
2. titre français inconnu (Dennis's Birthday)
3. titre français inconnu (Mike in the House)
4. titre français inconnu (57 Chevy Bel Air)
5. titre français inconnu (Victoria Runs Away)
6. titre français inconnu (Happy Halloween)
7. titre français inconnu (Carl Meets A Lady)
8. titre français inconnu (Peggy Gets a Job)
9. titre français inconnu (Mike Cheats)
10. titre français inconnu (Molly Needs A Number)
11. titre français inconnu (Christmas Break)
12. titre français inconnu (Carl Has Issues)
13. titre français inconnu (Victoria Can't Drive)
14. titre français inconnu (Joyce's Choices)
15. titre français inconnu (Valentine's Piggyback)
16. titre français inconnu (Surprise)
17. titre français inconnu (Mike Likes Lasagna)
18. titre français inconnu (Peggy Goes To Branson)
19. titre français inconnu (Molly Can't Lie)
20. titre français inconnu (The Dress)
21. titre français inconnu (Bachelor/Bachelorette)
22. titre français inconnu (The Rehearsal)
23. titre français inconnu (The Wedding)

### Troisième saison (2012-2013)
Le 14 mars 2012, la série a été renouvelée pour une troisième saison, diffusée depuis le 24 septembre 2012 sur CBS aux États-Unis et sur CTV au Canada. À partir de janvier 2013, la série est diffusée sur Citytv au Canada.
1. titre français inconnu (The Honeymoon Is Over)
2. titre français inconnu (Vince Takes a Bath)
3. titre français inconnu (Mike Likes Cake)
4. titre français inconnu (Molly in the Middle)
5. titre français inconnu (Mike's Boss)
6. titre français inconnu (Yard Sale)
7. titre français inconnu (Thanksgiving Is Cancelled)
8. titre français inconnu (Mike Likes Briefs)
9. titre français inconnu (Mike Takes a Test)
10. titre français inconnu (Karaoke Christmas)
11. titre français inconnu (Fish for Breakfast)
12. titre français inconnu (Molly's Birthday)
13. titre français inconnu (Carl Gets a Roommate)
14. titre français inconnu (The Princess and the Troll)
15. titre français inconnu (Mike the Tease)
16. titre français inconnu (Molly's New Shoes)
17. titre français inconnu (St. Patrick's Day)
18. titre français inconnu (Spring Break)
19. titre français inconnu (Party Planners)
20. titre français inconnu (Mike Can't Read)
21. titre français inconnu (Molly's Out of Town)
22. titre français inconnu (School Recital)
23. titre français inconnu (Windy City)

### Quatrième saison (2013-2014)
Le 27 mars 2013, la série a été renouvelée pour une quatrième saison diffusée depuis le 4 novembre 2013 sur CBS aux États-Unis et sur Citytv au Canada.
1. titre français inconnu (Molly Unleashed)
2. titre français inconnu (The First and Last Ride-Along)
3. titre français inconnu (Sex and Death)
4. titre français inconnu (Careful What You Dig For)
5. titre français inconnu (Poker in the Front, Looker in the Back)
6. titre français inconnu (Shoeless Molly Flynn)
7. titre français inconnu (They Shoot Asses, Don't They?)
8. titre français inconnu (What Molly Hath Wrought)
9. titre français inconnu (Mike & Molly's Excellent Adventure)
10. titre français inconnu (Weekend at Peggy's)
11. titre français inconnu (Dips & Salsa)
12. titre français inconnu (Mind Over Molly)
13. titre français inconnu (Open Mike Night)
14. titre français inconnu (Rich Man, Poor Girl)
15. titre français inconnu (Three Girls and an Urn)
16. titre français inconnu (The Dice Lady Cometh)
17. titre français inconnu (McMillan and Mom)
18. titre français inconnu (Mike's Manifold Destiny)
19. titre français inconnu (Sex, Lies and Helicopters)
20. titre français inconnu (Who's Afraid of J.C. Small?)
21. titre français inconnu (This Old Peggy)
22. titre français inconnu (Eight Is Enough)

### Cinquième saison (2014-2015)
Le 13 mars 2014, la série a été renouvelée pour une cinquième saison diffusée du 8 décembre 2014 au 18 mai 2015.
1. titre français inconnu (The Book of Molly)
2. titre français inconnu (To Have and Withhold)
3. titre français inconnu (Tis The Season To Be Molly)
4. titre français inconnu (Gone Cheatin)
5. titre français inconnu (Molly's Neverending Story))
6. titre français inconnu (The Last Temptation of Mike)
7. titre français inconnu (Support Your Local Samuel)
8. titre français inconnu (Mike Check)
9. titre français inconnu (Hack to the Future)
10. titre français inconnu (Checkpoint Joyce)
11. titre français inconnu (Immaculate Deception)
12. titre français inconnu (The World According to Peggy)
13. titre français inconnu (Buy the Book)
14. titre français inconnu (What Ever Happened to Baby Peggy?)
15. titre français inconnu (Pie Fight)
16. titre français inconnu (Cocktails and Calamine)
17. titre français inconnu (Mudlick or Bust)
18. titre français inconnu (No Kay Morale)
19. titre français inconnu (Mother From Another Mudlick)
20. titre français inconnu (Fight to the Finish)
21. titre français inconnu (Near Death Do Us Part)
22. titre français inconnu (The Bitter Man and the Sea)

### Sixième saison (2016)
Le 11 mars 2015, la série a été renouvelée pour une sixième et dernière saison, diffusée du 6 janvier 2016 au 16 mai 2016.
1. titre français inconnu (Cops on the Rocks)
2. titre français inconnu (One Small Step for Mike)
3. titre français inconnu (Peg O' My Heart Attack)
4. titre français inconnu (Super Cop)
5. titre français inconnu (Joyce's Will Be Done)
6. titre français inconnu (The Good Wife)
7. titre français inconnu (Weekend With Birdie)
8. titre français inconnu (The Wreck of the Vincent Moranto)
9. titre français inconnu (Baby, Please Don't Go)
10. titre français inconnu (Baby Bump)
11. titre français inconnu (The Adoption Option)
12. titre français inconnu (Curse of the Bambino)
13. titre français inconnu (I See Love)